# Type 62
Type 62 is een lichte tank van Chinese makelij, die in de jaren 60 werd ontwikkeld. Het model is gebaseerd op de Type 59. Vergeleken met de Type 59 zijn het kanon, de bepantsering en de elektronische systemen een stuk lichter, om gewicht te besparen. De Type 62 is bedoeld om de reguliere tanks aan te vullen waar deze niet goed inzetbaar zijn, zoals in gebieden met slechte bruggen.

## Ontwikkeling
De Type 62 is ontwikkeld omdat het Chinese leger behoefte had aan een lichte tank, die ingezet kon worden in het zuiden van China. De tank zou geschikt moeten zijn om rivieren, bergachtig gebied en rijstvelden te doorkruisen. De tank zou ook dienst moeten doen als verkenningsvoertuig. De ontwikkeling van het voertuig begon in Fabriek 674 in 1958. In 1962 was het eerste prototype klaar: de WZ132. De tank werd officieel in dienst genomen in 1963.

## Beschrijving
De tank heeft veel verbeteringen gekregen sinds zijn ontwikkeling en inzet in het Chinese Leger. De eerste verbetering was de Type 62-I, die voorzien werd van een laserafstandsmeter, nieuwe opslagrekken langs de geschutskoepel, en een verhoogde bescherming tegen antitankraketten. Tevens werd het uitlaatsysteem aangepast, hetgeen het voertuig minder goed zichtbaar maakte voor warmtebeeldcamera's.
De meeste Type 62's in het Chinese leger zijn na 1979 aangepast tot de Type 62-I. In het jaar 2000 verscheen er een nieuwe versie, de Type 62-G, die een nieuwe, vlakkere geschutskoepel kreeg en een 105 mm kanon met een rookafzuiger.
Latere versies werden uitgerust met een explosief reactiepantser, een nachtzichtsysteem, een nieuw brand- en vuurleidingsysteem, alsmede kanonstabilisatie. Het Chinese leger heeft nog tussen de 400 en 800 exemplaren in gebruik, voornamelijk de Type 62G en Type 62I

## Operationele geschiedenis
De tank voor het eerst ingezet tijdens de Chinees-Vietnamese Oorlog van 1979. Ongeveer tweehonderd tanks werden ingezet in Vietnam, de meeste hiervan waren standaardmodellen.
Gedurende de oorlog van 1979 met Vietnam kwamen er enkele nadelen aan het licht: de voornaamste klachten gingen uit naar de bepantsering en de bewapening: die werden beide ondermaats bevonden. Van de tweehonderd tanks die binnenvielen werd meer dan de helft uitgeschakeld.
Na de oorlog werden de overgebleven voertuigen overplaatst naar zuidelijk China voor het uitvoeren van lichtere taken, zoals verkenning.

## Gebruikers
- China
- Albanië
- Mali
- Noord-Korea
- Soedan
- Tanzania
- Congo-Kinshasa